# سیارک ۸۰۶۰
سیارک ۸۰۶۰ (به انگلیسی: 8060 Anius، نامگذاری:1973SD1) هشت هزار و شصتمین سیارک کشف شده‌است که در ۱۹ سپتامبر ۱۹۷۳ کشف شد.
قدر مطلق سیارک برابر ۱۰٫۶۰ است.